# Церковний патронат
Церковний патронат — інститут церковного права, в силу якого особі або установі надається відома сукупність прав та обов'язків по відношенню до церковної посади і особливо до її заміщення. Це право ґрунтується на будь-яких заслугах перед церквою (пожертвування земельної ділянки, зведення храму, забезпечення церковної посади: patronum faciunt fundus, aedificatio, dos). Римо-католицьке право спочатку розрізняло патронат світський — якщо право патронату належало світській особі, патронат духовний — якщо це право належало представнику церковної посади чи церковному установі, і змішаний. Патронат буває речовий і особистий, залежно від того, чи пов'язаний він з особою або з річчю (звичайно — нерухомим маєтком). Здійснення речового патронату припинялося в тих випадках, якщо маєток переходило в руки нехристіян. Особа, яка має патронат, має право представляти свого кандидата на вакантну посаду в церкві, по відношенню до якої існує патронат. Якщо право патронату належить одночасно декільком особам, то воно здійснюється ними або спільно, або послідовно, за взаємною згодою. Крім участі в заміщенні церковної посади, патрону належать ще такі права: 1) почесні — місце на хорах під час богослужіння, місце в церковних процесіях, поминання в церковних молитвах; 2) пов'язані з тягарем — нагляд за управлінням церковним майном і 3) корисні — право на аліменти від церкви в разі впадання в злидні внаслідок збігу несприятливих обставин, без будь-якої власної провини. У євангельської церкви патронат існує як спадок від церкви римсько-католицької, з відомими модифікаціями. Право патронату належить головним чином власникам землі, які здійснюють його або безпосередньо, або через церковно-урядові встановлення. Парафіяльні громади мають широку участь в заміщенні церковних посад, здійснюване в формі або послідовного, або спільного з власником землі представлення кандидата. У римсько-католицькій церкви церковний патронат (коллатура) може належати приватним особам, установам та уряду. Де коллатура належить уряду, там в церковному дозорі головує війт або солтис, якщо він католик. Той же порядок існує і в маєтках, придбаних євреями. У статтях, що стосуються євангельського патронату, перераховуються способи набуття права патронату; поступка місця під церкву чи пасторат, спорудження церкви або пасторат, призначення сум на утримання пастора, відновлення зруйнованої церкви. Стверджується патронат найвищою владою. Право патронату може переходити у спадок, якщо воно не пов'язане з володінням маєтком. У прибалтійських губерніях власники маєтків, які не визнають євангелічно-лютеранського віросповідання, можуть користуватися правом патронату самі або передавати його за дорученнями іншим особам або місцевим консисторії. Якщо право патронату пов'язане з маєтком, то воно переходить до нового власника маєтку. Дарування казенного маєтку, з яким пов'язано право патронату, в вічне і спадкове володіння передає право патронату; якщо дарування термінове, то право патронату залишається за скарбницею. Під час поділу маєтку право патронату може бути передано одному з власників на підставі особливої угоди, Доводимо до відома міністерства внутрішніх справ. Якщо власник маєтку складається під опікою чи піклуванням, то правом патронату користується опікун або піклувальник. Право патронат втрачається: 1) коли буде доведено, що патрон користувався своїм правом за гроші або з корисливих мотивів, 2) коли буде доведено, що він привласнив церковне майно, 3) коли він три рази не здійснює свого права і 4) коли церква, вибудувана патроном, прийшла в руйнування. У перших трьох випадках право патронату за життя патрона належить приходу, а після його смерті переходить до його спадкоємців, в останньому ж випадку — до лиця, відновити церкву. Позбавлення права патронат може наступити тільки за постановою світського суду. Суперечки про те, кому належить право патронат, вирішуються в головному церковному піклування.